# 堀江邑一
堀江 邑一（ほりえ むらいち、1896年12月18日 - 1991年11月24日）は、日本の経済学者。
専攻はソ連経済、マルクス経済学。妻は日本共産党衆議院議員の苅田アサノ。日ソ協会（現日本ユーラシア協会）顧問などを務めた。

## 来歴

### 戦前
徳島県の出身。京都帝国大学経済学部を卒業後、同大大学院に進学し河上肇の一番弟子として彼の薫陶を受ける。1926年に高松高等商業学校（現・香川大学経済学部）教授となり、翌年ドイツへ留学しベルリン社会科学研究会（後のベルリン反帝グループ）に参加、ドイツ共産党へも入党した。また、1933年には上海の東亜同文書院に留学するが、この時高商時代の政治活動を理由に検挙、留学から半年足らずで内地へ戻ると共に休職。1935年3月25日、治安維持法違反で懲役2年、執行猶予5年の有罪判決が確定して教授職を失官。これにより正六位返上を命じられる。
その後外務省や昭和研究会の嘱託に就任。昭和研究会では尾崎秀実や松本慎一と親交を深めたほか、1930年代後半以降は『中央公論』及び『改造』に中国関連の論文を多数発表する。1939年4月には南満州鉄道（満鉄）調査部の嘱託となるも、唯研事件に関与した疑いで特高に逮捕。同年末まで拘留された後、大連の満鉄本社調査部へ赴任するが、1942年9月治安維持法違反で関東軍憲兵隊に検挙され、約2年間にわたり留置を余儀なくされる（第1次満鉄調査部事件）。1944年5月に内地釈放となるものの上京を認められず、山梨県の疎開先で終戦を迎えることとなる。

### 戦後
終戦程なくして日本共産党に入党、1947年の参院選で全国区（同党公認）から出馬するも当選には至らなかった。サンフランシスコ講和条約締結直前の1950年9月4日、連合国軍最高司令官総司令部（GHQ）の命により、他の共産党幹部とともに占領政策違反で逮捕される。その一方で日ソ親善活動にも尽力し、日ソ図書館長や日ソ学園理事長などを歴任。日ソ国交回復から20年が経過した1976年、山本薩夫らと日ソ平和条約締結促進のアピールを出したことでも知られる。
1991年11月24日、肺炎のため埼玉県所沢市の病院で死去した。94歳。堀江の死の翌月にソ連邦が崩壊している。

## 人物
上海留学時に言語学者の陳文彬と知り合い、帰国後も家族ぐるみの付き合いを行う。東京都世田谷区経堂の堀江の自宅で文彬の子が預けられることとなるが、その1人が後にNHK中国語講座の講師を務める陳真である。
ソ連シンパであった堀江だが、1938年11月号の同誌には「国共合作の楔、三民主義」と題し、ソ連が日本と満洲国を包囲する目的で国共合作を遂行したと記している。また1940年2月号の『中央公論』誌に「ソ連対支政策の動向」という論文を寄せ、その中で「ソ連はわが北樺太利権に対して近来益々露骨なる不法圧迫を加え、日ソ漁業条約暫定協定締結についても言を左右にして誠意を示さず、遂に昨年内取り決めを不可能ならしめた」と記している。『進歩的文化人　学者先生戦前戦後言質集』には堀について、つぎの副題が付けられている。

## 主著

### 単著
- 『戦後世界情勢の分析』研進社、1948年
- 『資本主義と社会主義』ナウカ社、1949年
- 『ソヴエト経済論』研進社、1949年
- 『民主主義と社会主義』労働教育協会、1949年

### 共著・訳書・編著
- コンスタンチン・ポポフ『日本の技術的経済的基礎』ナウカ社、1935年（直井武夫との共訳）
- エム・エヌ・スミツト『統計学と弁証法』ナウカ社、1936年
- ヴェ・セレブリャーコフ『独占資本と物価』清和書店、1937年（団迫政夫との共訳）
- エム・イー・カザニン『支那経済地理概論』日本評論社、1938年
- 中国農村経済研究会（編）『現代支那の土地問題』生活社、1938年
- ロンドン王室国際問題研究所（編）『英国の観た日支関係』清和書店、1938年
- 『大英帝国当面の諸問題』清和書店、1938年
- 『囘想の河上肇』世界評論社、1948年
- ウラジーミル・レーニン『国家と革命』国民文庫社、1952年
- ウラジーミル・レーニン『帝国主義論』国民文庫社、1952年
- ヴァルガ=メンデリソン共著『帝国主義論にかんする戦後の新資料』大月書店、1954年